# 이상훈 (1976년)
이상훈(1976년 1월 17일 ~ 현재)는 대한민국의 배우이다.

## 출연작

### 영화
- 2002년 《남자 태어나다》 ... 양아치 2 역
- 2003년 《남남북녀》 ... 박동팔 역
- 2003년 《똥개》 ... 대떡 역
- 2006년 《싸움의 기술》 ... 장호 역
- 2006년 《맨발의 기봉이》 ... 서산 마라톤 2등 역
- 2007년 《밤과 낮》 ... 장 선생 큰아들 역
- 2008년 《맨데이트: 신이 주신 임무》 ... 찬수 역
- 2008년 《잘못된 만남》 ... 두기 역
- 2009년 《유감스러운 도시》 ... 형사 1 역
- 2010년 《꿈은 이루어진다》 ... 감청부대 헌병 1 역
- 2011년 《아이들...》 ... 박 과장 역
- 2012년 《웨딩스캔들》 ... 병수 역
- 2012년 《차이나 블루》 ... 스타장 역
- 2013년 《친구 2》 ... 추접이 역
- 2014년 《피해자들》 ... 이 형사 역
- 2016년 《불청객 - 반가운 손님》 ... 태진 역
- 2016년 《형》 ... 복지과직원(남) 역
- 2016년 《파파좀비》 ... 통반장 역
- 2017년 《토일렛》
- 2018년 《신 전래동화》 ... 이방 역
- 2018년 《동네사람들》 ... 형사 1 역
- 2019년 《언니》 ... 넘버 2 역
- 2019년 《수상한 이웃》 ... 경훈 역
- 2020년 《슈팅걸스》 ... 편의점사장 역
- 2021년 《아이윌 송》 ... 대주 역

### 드라마
- 2007년 OCN 《직장연애사》
- 2008년 MBC 《내 생애 마지막 스캔들》 ... 수호 역
- 2016년 KBS2 《오 마이 금비》
- 2017년 JTBC 《어쩌다 18》
- 2017년 OCN 《블랙》
- 2017년 OCN 《손 the guest》 ... 노규태 역

## 연출작

### 각본 & 감독
- 2018년 《신 전래동화》 (각본, 감독, 조연 - 이방 역)
- 2019년 《수상한 이웃》 (제작, 각본, 감독, 조연 - 경훈 역)
- 2021년 《아이윌 송》 (제작, 각본, 감독, 조연 - 대주 역)
- 2023년 《바람개비》 (각본, 감독, 조연 - 기석 역)